# Globus d'Or del 2025
La 82a edició dels Premis Globus d'Or va guardonar el que va ser considerat millor del cinema i la televisió estatunidenca del 2024. La cerimònia es va dur a terme el 5 de gener del 2025 des del The Beverly Hilton en Beverly Hills, California. Fou produïda per Dick Clark Productions, Ricky Kirshner i Glenn Weiss; aquest últim també com a director i conduïda per la coneguda comediant Nikki Glases. La llista de nominats va ser anunciada per Mindy Kaling i Morris Chestnut el dia 9 de desembre del 2024.
La pel·lícula Emilia Pérez, amb 10 nominacions, es va convertir en la pel·lícula de comèdia o musical més nominada en la història dels Globus d'Or, només per sota del rècord general d'onze, establit per Nashville en 1975. La pel·lícula The Brutalist va rebre la segona major quantitat de nominacions amb set, seguida de Cónclave amb sis. Pel altra banda, The Bear  ha liderat les nominacions de televisió amb cinc, seguida de Shōgun i Only Murders in the Building amb quatre cadascuna.

## Antecedents
El 28 d'agost del 2024, la comedianta Nikki Glaser va ser anunciada com l'amfitriona de la cerimònia d'aquest any, després de criticar àmpliament la presentadora de l'any passat, la comedianta Jo Koy. La mateixa Glaser estava nominada a Millor actuació en Comèdia Stand-Up en Televisió pel seu especial de comèdia, Nikki Glaser: Someday You'll Die.
La cerimònia es va dur a terme a les 8 p.m. EST / 5 p.m. PST el 5 de gener del 2025. Es va transmetra en viu per la CBS i en streaming per Paramount+. Glenn Weiss i Ricky Kirshner de White Cherry Entertainment van figurar com a productors executius de la cerimònia, juntament amb Dick Clark Productions.
El 3 de desembre del 2024, es va anunciar que els dos Premis a la Trajectòria, que no es van entregar l'any passat, regressarien aquest any; tanmateix, s'entregaren durant un sopar de gala no televisadt el divendres 3 de gener del 2025, abans de la retransmissió, similar als Premis dels Governants dels Premis de l'Acadèmia, La guanyadora del Premi Cecil B. DeMille va ser Viola Davis, mentre que el Premi Carol Burnett se li atorgà a Ted Danson.
Les nominacions d'aquest any van ser tabulades per KPMG, una firma d'auditoria, impostos i assessoria. Netflix va rebre un total de 36 nominacions entre cinema i televisió, la quantitat més gran de qualsevol distribuïdor.
L'estrella de la pel·lícula Emilia Pérez, Karla Sofía Gascón, va fer història com la primera actriu transgènere en ser nominada a un Globus d'Or en un rol protagonista en una pel·lícula, en la categoria de millor actriu musical o cómica.. Jacques Audiard, el director i escriptor de la pel·lícula, també va ser la persona més nominada, amb un total de tres nominacions: millor direcció, millor guió i co-lletrista de la nominada a millor cançó original "El Mal".

## Nominacions
- El guanyador dins de cada categoria es mostra al principi i destacat en negreta.

### Cinema
| Millor pel·lícula | Millor pel·lícula |
| Drama | Musical o còmica |
| --- | --- |
| - The Brutalist - A Complete Unknown - Cónclave - Dune: Part Two - Nickel Boys - September 5 | - Emilia Pérez - Anora - Challengers - The substance - A Real Pain - Wicked |
| Millor pel·lícula d'animació | Millor pel·lícula de parla no anglesa |
| - Flow - Inside Out 2 - Memoir of a Snail - Vaiana 2 - Robot Salvatge - Wallace & Gromit: Vengeance Most Fowl | - Emilia Pérez (França) - All We Imagine as Light (França / Ìndia / Països Baixos / Luxemburg) - Aún estoy aquí (Brasil) - The Girl with the Needle (Polònia / Suècia / Dinamarca) - The Seed of the Sacred Fig (Estats Units / Alemanya) - Vermiglio (Itàlia) |
| Millor interpretació en una pel·lícula - Drama | |
| Actor | Actriu |
| - Adrien Brody – The Brutalist com László Tóth - Timothée Chalamet – A Complete Unknown com Bob Dylan - Daniel Craig – Queercom William Lee - Colman Domingo – Sing Sing com John "Divine G." Whitfield - Ralph Fiennes – Cónclave com el cardenal Thomas Lawrence - Sebastian Stan – The Apprentice com Donald Trump  | - Fernanda Torres – Aún estoy aquí com Eunice Paiva - Pamela Anderson – The Last Showgirl com Shelly - Angelina Jolie – Maria com Maria Callas - Nicole Kidman – Babygirl com Romy Mathis - Tilda Swinton – La habitación de al lado com Martha Hunt - Kate Winslet – Lee com Lee Miller |
| Millor interpretació en una pel·lícula musical o còmica | |
| Actor | Actriu |
| - Sebastian Stan – A Different Man com Edward Lemuel / Guy Moratz - Jesse Eisenberg – A Real Pain com David Kaplan - Hugh Grant – Heretic com Sr. Reed - Gabriel LaBelle – Saturday Night com Lorne Michaels - Jesse Plemons – Kinds of Kindness com Robert, Daniel, i Andrew - Glen Powell – Hit Man com Gary Johnson | - Demi Moore – The substance com Elisabeth Sparkle - Amy Adams – Nightbitch com Madre - Cynthia Erivo – Wicked com Elphaba Thropp - Karla Sofía Gascón – Emilia Pérez com Emilia Pérez / Juan "Manitas" Del Monte - Mikey Madison – Anora com Anora "Ani" Mikheeva - Zendaya – Challengers com Elisabeth Sparkle |
| Millor interpretació secundària | |
| Actor secundari | Actriu secundària |
| - Kieran Culkin – A Real Pain com Benji Kaplan - Yura Vorísov – Anora com Igor - Edward Norton – A Complete Unknown com Pete Seeger - Guy Pearce – The Brutalist com Harrison Van Buren - Jeremy Strong – The Apprentice com Roy Cohn - Denzel Washington – Gladiator II com Macrino                                   | - Zoe Saldaña – Emilia Pérez com Rita Mora Castro - Selena Gomez – Emilia Pérez com Jessi Del Monte - Ariana Grande – Wicked com Galinda Upland - Felicity Jones – The Brutalist com Erzsébet Tóth - Margaret Qualley – The substance com Sue - Isabella Rossellini – Cónclave com germana Agnes |
| Altres categories | |
| Millor direcció | Millor guió |
| - Brady Corbet – The Brutalist - Jacques Audiard – Emilia Pérez - Sean Baker – Anora - Edward Berger – Cónclave - Coralie Fargeat – The substance - Payal Kapadia – All We Imagine as Light | - Peter Straughan – Cónclave - Jacques Audiard – Emilia Pérez - Sean Baker – Anora - Brady Corbet i Mona Fastvold – The Brutalist - Jesse Eisenberg – A Real Pain - Coralie Fargeat – The substance |
| Millor banda sonora original | Millor cançó original |
| - Trent Reznor i Atticus Ross – Challengers - Volker Bertelmann – Cónclave - Daniel Blumberg – The Brutalist - Kris Bower – Robot salvatge - Clément Ducol y Camille – Emilia Pérez - Hans Zimmer – Dune: Part Two | - "El Mal" (Clément Ducol, Camille, i Jacques Audiard) – Emilia Pérez - "Beautiful That Way" (Andrew Wyatt, Miley Cyrus, i Lykke Li) – The Last Showgirl - "Compress / Repress" (Trent Reznor, Atticus Ross, i Luca Guadagnino) – Challengers - "Forbidden Road" (Robbie Williams, Freddy Wexler, i Sacha Skarbek) – Better Man - "Kiss the Sky" (Delacey, Jordan K. Johnson, Stefan Johnson, Maren Morris, Michael Pollack, i Ali Tamposi) – Robot salvaje - "Mi Camino" (Clément Ducol i Camille) – Emilia Pérez |
| Assoliment cinematogràfic i de taquilla | |
| - Wicked - Alien: Romulus - Beetlejuice Beetlejuice - Deadpool & Wolverine - Gladiador II - Inside Out 2 - Robot salvatge - Twisters | |

### Pel·lícules amb diverses nominacions
Les següents pel·lícules van rebre diverses nominacions:
| Nominacions | Pel·lícula              | Categoria        | Distribuïdor(s) en EE.UU.           |
| ----------- | ----------------------- | ---------------- | ----------------------------------- |
| 10          | Emilia Pérez            | Musical o còmica | Netflix                             |
| 7           | The Brutalist           | Drama            | A24                                 |
| 5           | Cónclave                | Drama            | Focus Features                      |
| 5           | Anora                   | Musical o còmica | Neon                                |
| 5           | The substance           | Musical o còmica | MUBI                                |
| 4           | Challengers             | Musical o còmica | Amazon MGM Studios                  |
| 4           | A Real Pain             | Musical o còmica | Searchlight Pictures                |
| 4           | Robot salvatge          | Animació         | Universal Pictures                  |
| 4           | Wicked                  | Musical o còmica | Universal Pictures                  |
| 3           | A Complete Unknown      | Drama            | Searchlight Pictures                |
| 2           | All We Imagine as Light | Drama            | Janus Films                         |
| 2           | The Apprentice          | Drama            | Briarcliff Entertainment            |
| 2           | Dune: Part Two          | Drama            | Warner Bros. Pictures               |
| 2           | Gladiador II            | Drama            | Paramount Pictures                  |
| 2           | Inside Out 2            | Animació         | Walt Disney Studios Motion Pictures |
| 2           | The Last Showgirl       | Drama            | Roadside Attractions                |

#### Pel·lícules amb diversos premis
Les següents pel·lícules van rebre diversos premis:
| Premis | Pel·lícula    | Categoria         | Distribuïdor(s) als EE.UU. |
| ------ | ------------- | ----------------- | -------------------------- |
| 4      | Emilia Pérez  | Musical o Comèdia | Netflix                    |
| 3      | The Brutalist | Drama             | A24                        |

### Televisió
| Millor sèrie de televisió | Millor sèrie de televisió |
| Drama | Musical o còmica |
| --- | --- |
| - Shōgun (FX / Hulu) - Chacal (Peacock) - The Diplomat (Netflix) - Mr. & Mrs. Smith (Prime Video) - Slow Horses (Apple TV+) - Ojingeo Geim (Netflix) | - Hacks (HBO / Max) - Abbott Elementary (ABC) - The Bear (FX / Hulu) - The Gentlemen (Netflix) - Nobody Wants This (Netflix) - Only Murders in the Building (Hulu) |
| Millor minisèrie o telefilm | |
| - Baby Reindeer (Netflix) - Disclaimer (Apple TV+) - Monsters: The Lyle y Erik Menéndez Story (Netflix) - The Penguin (HBO / Max) - Ripley (Netflix) - True Detective: Night Country (HBO / Max) | |
| Millor interpretació en televisió - Drama | |
| Actor | Actriu |
| - Hiroyuki Sanada – Shōgun (FX / Hulu) com Lord Yoshii Toranaga - Donald Glover – Mr.& Mrs. Smith (Prime Video) com John Smith / Michael - Jake Gyllenhaal – Presumed Innocent (Apple TV+) com Rusty Sabich - Gary Oldman – Slow Horses (Apple TV+) com Jackson Lamb - Eddie Redmayne – Chacal (Peacock) com "El Chacal" - Billy Bob Thornton – Landman (Paramount+) com Tommy Norris | - Anna Sawai – Shōgun (FX / Hulu) com Toda Mariko - Kathy Bates – Matlock (CBS) com Madeline Kingston / "Matty" Matlock - Emma D'Arcy –House of the Dragon (HBO / Max) com la reina Rhaenyra Targaryen - Maya Erskine – Mr.& Mrs. Smith (Prime Video) com Jane Smith / Alana - Keira Knightley – Black Doves (Netflix) com Helen Webb - Keri Russell – The Diplomat (Netflix) com la embaixadora Katherine "Kate" Wyler |
| Millor interpretació en televisió - musical o còmica | |
| Actor | Actriu |
| - Jeremy Allen White (The Bear) - Adam Brody (Nadie quiere eso) - Ted Danson (Un home infiltrat) - Steve Martin (Only Murders in the Building ) - Jason Segel (Shrinking) - Martin Short (Only Murders in the Building ) | - Jean Smart - Hacks - Kristen Bell -Nadie quiere eso - Quinta Brunson - Abbott Elementary - Ayo Edebiri - The Bear - Selena Gomez - Only Murders in the Building - Kathryn Hahn - Agatha All Along |
| Millor interpretació en minisèrie o telefilm | |
| Actor | Actriu |
| - Colin Farrell (The Penguin) - Richard Gadd (Baby Reindeer) - Kevin Kline (Disclaimer) - Cooper Koch (Monsters: The Lyle y Erik Menéndez Story) - Ewan McGregor (Un caballero en Moscú) - Andrew Scott (Ripley) | - Jodie Foster True Detective: Noche polar - Cate Blanchett (Disclaimer) - Cristin Milioti (The Penguin) - Sofía Vergara (Griselda) - Naomi Watts (Feud: Capote Vs. The Swans - Kate Winslet (El régimen) |
| Millor intepretació secundària en sèrie, minisèrie o telefilm | |
| Actor secundari | Actriz secundària |
| - Tadanobu Asano (Shogun) - Javier Bardem (Monsters: The Lyle y Erik Menéndez Story) - Harrison Ford (Shrinking) - Jack Lowden (Slow Horses) - Diego Luna (La Màquina) - Ebon Moss-Bachrach (The Bear) | - Jessica Gunning (Baby Reindeer) - Liza Colón-Zayas (The Bear) - Hannah Einbinder (Hacks) - Dakota Fanning (Ripley) - Allison Janney (The Diplomat) - Kali Reis (True Detective: Noche polar) |
| Millor interpretació en Stand-Up Comedy en televisió | |
| - Ali Wong – Ali Wong: Single Lady (Netflix) - Jamie Foxx – Jamie Foxx: What Had Happened Was… (Netflix) - Nikki Glaser – Nikki Glaser: Someday You'll Die (HBO / Max) - Seth Meyers – Seth Meyers: Dad Man Walking (HBO / Max) - Adam Sandler – Adam Sandler: Love You (Netflix) - Ramy Youssef – Ramy Youssef: More Feelings (HBO / Max)                                            | |

### Sèries amb diverses nominacions
Las següents sèriesvan rebre diverse nominacions:
| Nominacions | Sèries                                         | Categoria                                               | Nominats           |
| ----------- | ---------------------------------------------- | ------------------------------------------------------- | ------------------ |
| 5           | The Bear                                       | Millor sèrie musical o còmica                           | -                  |
| 5           | The Bear                                       | Millor actor en sèrie de televisió musical o còmica     | Jeremy Allen White |
| 5           | The Bear                                       | Millor actriu en sèrie de televisió musical o còmica    | Ayo Edebiri        |
| 5           | The Bear                                       | Millor actor secundari en sèrie, minisèrie o telefilm   | Ebon Moss-Bachrach |
| 5           | The Bear                                       | Millor actriu secundària en sèrie, minisèrie o telefilm | Liza Colón-Zaya    |
| 4           | Solo asesinatos en el edificio                 | Millor sèrie musical o còmica                           | -                  |
| 4           | Solo asesinatos en el edificio                 | Millor actor en sèrie de televisió musical o còmica     | Steve Martin       |
| 4           | Solo asesinatos en el edificio                 | Millor actor en sèrie de televisió musical o còmica     | Martin Short       |
| 4           | Solo asesinatos en el edificio                 | Millor actriu en sèrie de televisió musical o còmica    | Selena Gomez       |
| 4           | Shogun                                         | Millor sèrie dramàtica                                  | -                  |
| 4           | Shogun                                         | Millor actor en sèrie de televisió dramàtica            | Hiroyuki Sanada    |
| 4           | Shogun                                         | Millor actriu en sèrie de televisió dramàtica           | Anna Sawai         |
| 4           | Shogun                                         | Millor actor secundari en sèrie, minisèrie o telefilm   | Tadanobu Asano     |
| 3           | Hacks                                          | Millor sèrie musical o còmica                           | -                  |
| 3           | Hacks                                          | Millor actriu en sèrie de televisió musical o còmica    | Jean Smart         |
| 3           | Hacks                                          | Millor actriu secundària en sèrie, minisèrie o telefilm | Hannah Einbinder   |
| 3           | Nadie quiere esto                              | Millor sèrie musical o còmica                           | -                  |
| 3           | Nadie quiere esto                              | Millor actor en sèrie de televisió musical o còmica     | Adam Brody         |
| 3           | Nadie quiere esto                              | Millor actriu en sèrie de televisió musical o còmica    | Kristen Bell       |
| 3           | La diplomática                                 | Millor sèrie dramàtica                                  | -                  |
| 3           | La diplomática                                 | Millor actriu en sèrie de televisió dramàtica           | Keri Russell       |
| 3           | La diplomática                                 | Millor actriu secundària en sèrie, minisèrie o telefilm | Allison Janney     |
| 3           | Mr. & Mrs. Smith                               | Millor sèrie dramàtica                                  | -                  |
| 3           | Mr. & Mrs. Smith                               | Millor actor en sèrie de televisió dramàtica            | Donald Glover      |
| 3           | Mr. & Mrs. Smith                               | Millor actriu en sèrie de televisió dramàtica           | Maya Erskine       |
| 3           | Slow Horses                                    | Millor sèrie dramàtica                                  | -                  |
| 3           | Slow Horses                                    | Millor actor en sèrie de televisió dramàtica            | Gary Oldman        |
| 3           | Slow Horses                                    | Millor actor secundari en sèrie, minisèrie o telefilm   | Jack Lowden        |
| 3           | Mi reno de peluche                             | Millor minisèrie o telefilm                             | -                  |
| 3           | Mi reno de peluche                             | Millor actor en minisèrie o telefilm                    | Richard Gadd       |
| 3           | Mi reno de peluche                             | Millor actriu secundària en sèrie, minisèrie o telefilm | Jessica Gunning    |
| 3           | Disclaimer                                     | Millor minisèrie o telefilm                             | -                  |
| 3           | Disclaimer                                     | Millor actor en minisèrie o telefilm                    | Kevin Kline        |
| 3           | Disclaimer                                     | Millor actriu en minisèrie o telefilm                   | Cate Blanchett     |
| 3           | Monstruos: La historia de Lyle y Erik Menéndez | Millor minisèrie o telefilm                             | -                  |
| 3           | Monstruos: La historia de Lyle y Erik Menéndez | Millor actor en minisèrie o telefilm                    | Cooper Koch        |
| 3           | Monstruos: La historia de Lyle y Erik Menéndez | Millor actor secundari en sèrie, minisèrie o telefilm   | Javier Bardem      |
| 3           | El pingüino                                    | Millor minisèrie o telefilm                             | -                  |
| 3           | El pingüino                                    | Millor actor en minisèrie o telefilm                    | Colin Farrell      |
| 3           | El pingüino                                    | Millor actriu en minisèrie o telefilm                   | Cristin Milioti    |
| 3           | Ripley                                         | Millor minisèrie o telefilm                             | -                  |
| 3           | Ripley                                         | Millor actor en minisèrie o telefilm                    | Andrew Scott       |
| 3           | Ripley                                         | Millor actriu secundària en sèrie, minisèrie o telefilm | Dakota Fanning     |
| 3           | True Detective: Noche polar                    | Millor minisèrie o telefilm                             | -                  |
| 3           | True Detective: Noche polar                    | Millor actriu en minisèrie o telefilm                   | Jodie Foster       |
| 3           | True Detective: Noche polar                    | Millor actriu secundària en sèrie, minisèrie o telefilm | Kali Reis          |
| 2           | Abbott Elementary                              | Millor sèrie musical o còmica                           | -                  |
| 2           | Abbott Elementary                              | Millor actriu en sèrie de televisió musical o còmica    | Quinta Brunson     |
| 2           | Shrinking                                      | Millor actor en sèrie de televisió musical o còmica     | Jason Segel        |
| 2           | Shrinking                                      | Millor actor secundari en sèrie, minisèrie o telefilm   | Harrison Ford      |
| 2           | Chacal                                         | Millor sèrie dramàtica                                  | -                  |
| 2           | Chacal                                         | Millor actor en sèrie de televisió dramàtica            | Eddie Redmayne     |

#### Sèries amb diversos premis
Les següents sèries van rebre diversos premis:
| Premis | Sèries        | Categoria                   | Distribuïdor(s) |
| ------ | ------------- | --------------------------- | --------------- |
| 4      | Shōgun        | Drama                       | FX / Hulu       |
| 2      | Baby Reindeer | Sèrie, minisèrie o telefilm | Netflix         |
| 2      | Hacks         | Musical o comèdia           | HBO / Max       |

#### Altres fonts
- 81st Golden Globes Awards en IMDb